# Fotosistema I

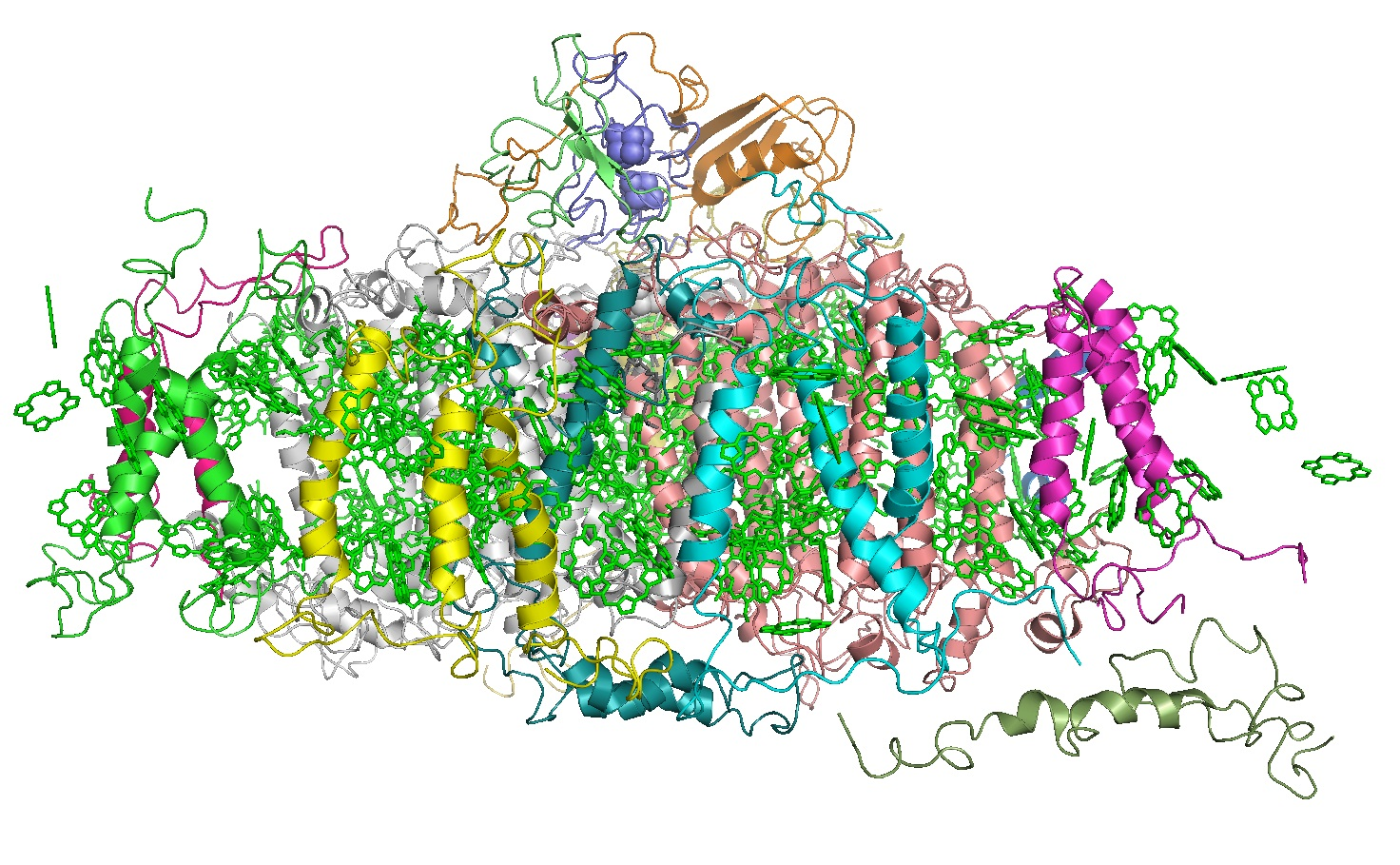
Struttura del fotosistema I vegetale.

Il fotosistema I (o plastocianina-ferredossina ossidoreduttasi, spesso indicato con l'acronimo PSI) è il secondo fotosistema coinvolto nelle reazioni fotosintetiche di alghe, piante e alcuni batteri. Il fotosistema I è così chiamato perché è stato scoperto prima del fotosistema II. Alcuni aspetti del PSI furono scoperti già nel 1951, ma il significato di questi dati non era ancora noto. Louis Duysens fu il primo a proporre i concetti di fotosistemi I e II nel 1960, e, nello stesso anno, Fay Bendall e Robert Hill assemblarono le precedenti scoperte in una teoria coerente delle reazioni fotosintetiche in serie, che furono poi verificate nel 1961.

## Struttura e funzione del fotosistema I

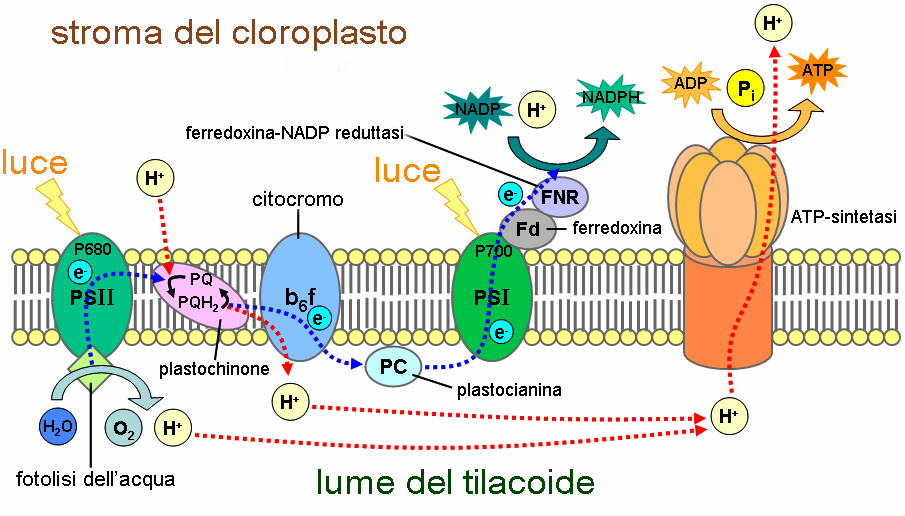
Le reazioni della fase luce dipendente della fotosintesi clorofilliana.

Il fotosistema I (PSI) è un complesso proteico integrale di membrana che utilizza l'energia della luce per mediare il trasferimento di elettroni dalla plastocianina alla ferredossina.
Il sistema PSI è composto da più di 110 cofattori, un numero nettamente più elevato di quello dei cofattori presenti nel fotosistema II. Queste varie componenti hanno una vasta gamma di funzioni. I componenti di trasferimento elettronico del centro di reazione del PSI sono un donatore primario di elettroni P-700 (dimero di clorofilla) e cinque accettori di elettroni: A0 (clorofilla), A1 (un fillochinone) e tre centri ferro-zolfo [4Fe-4S]: Fx, Fa e Fb.
Due principali subunità di PSI, PSAA e PSAB, sono proteine strettamente correlate e risultano coinvolte nel legame di P700, A0, A1, e Fx. PSAA e PSAB sono entrambe proteine integrali di membrana di 730-750 aminoacidi che sembrano contenere 11 segmenti transmembrana. Il centro ferro-zolfo [4Fe-4S] Fx è vincolato da quattro cisteine, due delle quali sono fornite dalla proteina PSAA e le altre due da PSAB. In entrambe le subunità le due cisteine sono situate a formare una struttura circolare tra i segmenti transmembrana nono e decimo. Un motivo a cerniera di leucine sembra essere presente a valle delle cisteine e potrebbe contribuire alla dimerizzazione di PSAA e PSAB.

### Complesso antenna
Il complesso antenna è costituito da una molecola di clorofilla e da vari carotenoidi legati a due proteine.
Questi pigmenti, quando fotoeccitati, sono in grado di trasferire l'energia dei fotoni tramite risonanza. Le molecole del complesso antenna sono in grado di assorbire tutte le lunghezze d'onda dello spettro visibile.
Il numero di queste molecole varia da organismo a organismo. Ad esempio, il cianobatterio Synechococcus elongatus ha complessi antenna che contengono circa 100 clorofille e 20 carotenoidi, lo spinacio 200 clorofille e 50 carotenoidi.
Localizzate nelle immediate vicinanze del complesso antenna si trovano i centri di reazione di tipo P700, verso i quali l'energia degli elettroni che attraversano i complessi antenna viene indirizzata verso i centri di reazione. Per ogni centro di reazione P700 vi sono circa 120 molecole di clorofilla.

### Centro di reazione P700
Il centro di reazione P700 è un complesso costituito da due clorofille modificate (dette clorofille A0) al fine di avere un picco di assorbimento alla lunghezza d'onda di 700nm. Il centro di reazione P700 riceve energia dal complesso antenna e la sfrutta per eccitare un elettrone ad un livello energetico più elevato. Gli elettroni vengono spostati a coppie in un processo di ossidoriduzione che avviene tra P700 (che ha un potenziale elettrico di -1,2V) e l'accettore di elettroni fillochinone A1.

### Fillochinone A1
Il fillochinone A1, noto anche come vitamina K1, è l'accettore che riceve elettroni da centro di reazione P700. Il fillochinone A1 ossida A0 (rendendolo disponibile ad accettare nuovi elettroni) e riduce a sua volta il centro Fb, primo dei tre centri ferro-zolfo.

### Centri ferro-zolfo
All'interno del PSI si trovano tre centri di reazione ferro-zolfo di tipo [4Fe-4S].. La disposizione degli atomi in questi centri di reazione ha una forma simile ad un cubo dove i quattro atomi di ferro e i quattro atomi di zolfo occupano gli otto vertici. I tre centri denominati Fx, Fa e Fb dirigono gli elettroni alla ferredossina. Il trasporto degli elettroni avviene in un'unica direzione, da P700 a Fx a Fa a Fb che riduce infine la ferredossina.

## Evoluzione del fotosistema I
L'analisi della struttura molecolare ha evidenziato l'evoluzione del PSI a partire dal fotosistema dei batteri solforiduttori verdi. I fotosistemi dei solfobatteri verdi sono differenti da quelli dei cianobatteri, alghe e piante superiori, ma le strutture molecolari sono simili e le funzioni svolte analoghe. Le clorofilla del centro di reazione sembrano mantenere la medesima posizione di quelle presenti nel fotosistema del cianobatterio Synechococcus elongatus. L'allineamento delle sequenze proteiche mostra che Il gene PsaA (codificante PSAA) delle piante mostra il 90% di omologia della posizione delle istidine e il 72% di omologia dell'intera sequenza rispetto allo stesso gene del cianobatterio Gloeobacter Violaceus, specie che si ritiene essere la più simile ai cianobatteri ancestrali, indicando che il PSI è rimasto evolutivamente invariato per oltre 1,2 miliardi di anni.